# Le Démon de la chair
Pour plus de détails, voir Fiche technique et Distribution.

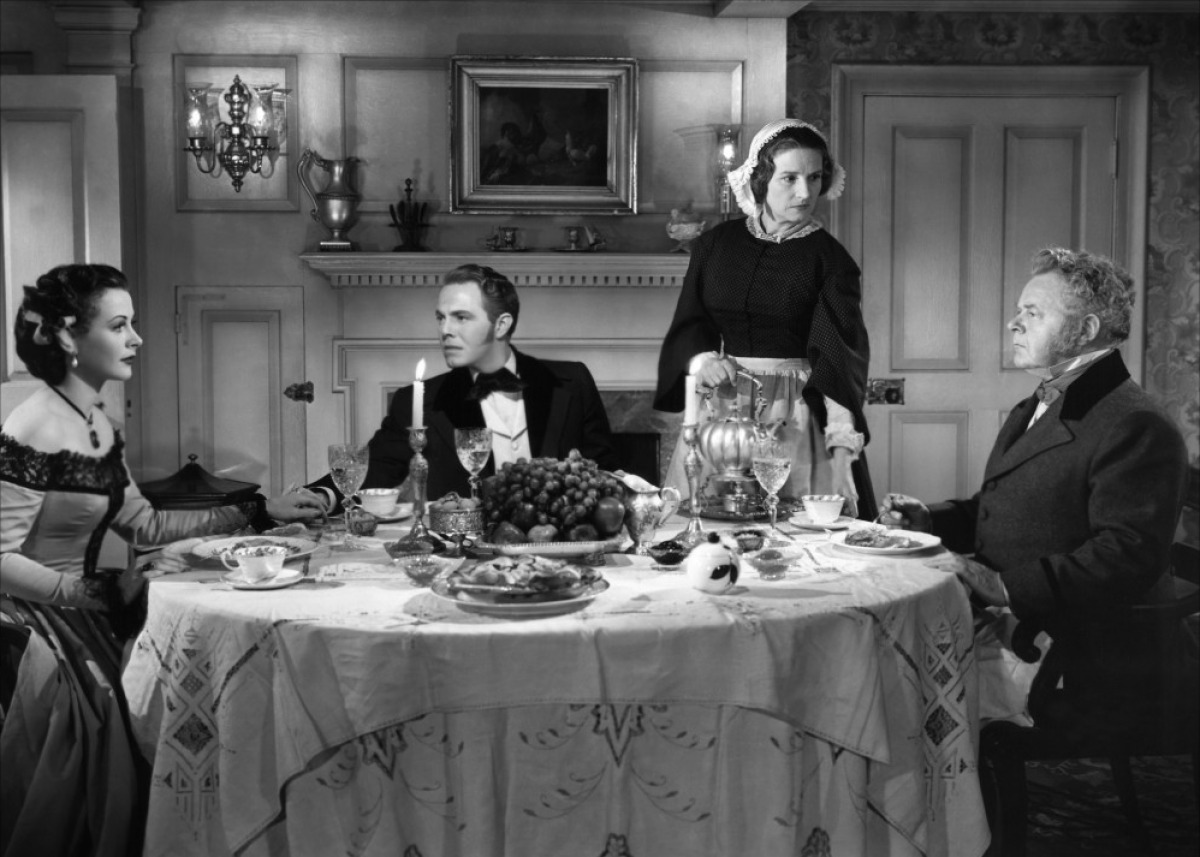
Hedy Lamarr, Louis Hayward, Kathleen Lockhart et Gene Lockhart

Le Démon de la chair (titre original : The Strange Woman) est un film américain réalisé par Edgar George Ulmer, sorti en 1946.
Le film suit une petite fille, au comportement dangereux et autoritaire, élevée par un père alcoolique, pauvre et quasiment absent, qui rêve de richesse. Devenue une jeune femme machiavélique, elle compte sur sa grande beauté pour parvenir à cette fin.

## Synopsis
À Bangor, dans le Maine, en 1824, Jenny Hager, une fillette cruelle, pousse un garçon, Ephraim, terrifié, dans une rivière, en sachant qu'il ne sait pas nager. Elle est prête à le laisser se noyer jusqu'à ce que le juge Saladine passe près d'eux. Jenny saute alors à l'eau en s'attribuant le mérite d'avoir sauvé la vie du garçon.
Environ dix ans plus tard, Jenny est devenue une jeune femme belle, mais sans cœur et profondément manipulatrice. Son père, possessif et alcoolique, a été abandonné par sa femme. Quand il apprend que Jenny flirte avec un marin de passage, il lui assène qu'elle est comme sa mère et la fouette violemment. Il s'effondre, peut-être victime d'une crise cardiaque et Jenny le laisse mourir. Elle intrigue alors pour épouser l'homme le plus riche de la ville, Isaiah Poster, le père de son ami d'enfance Ephraim, parti à l'université de Cambridge dans le Massachusetts.
Elle l'épouse effectivement, et lorsqu'Ephraim revient, Isaiah, ignorant que son fils et sa femme ont été autrefois amoureux, est irrité de voir Jenny flirter avec Ephraim. Isaiah est par ailleurs préoccupé par l'anarchie qui règne en ville : les bûcherons en état d'ivresse pillent la ville, maltraitent les femmes et tuent. Ces évènements lui confirment sa conviction que Bangor doit se doter d'une police.
Jenny s'attire les bonnes grâces de la population en usant largement de la fortune d'Isaiah, Jenny espère en fait que son mari mourra lorsqu'il tombera malade, mais contre toute attente, il se rétablit. Ce dernier doit faire un voyage dans un des camps de bûcherons et Jenny fait alors appel à Ephraim pour arranger sa mort en lui disant qu'elle souhaite qu'il revienne seul. Or, dans des rapides, Ephraim, qui a toujours la phobie de l'eau, fait chavirer le canoë. Isaiah se noie car son fils, paniqué et peut-être sous l'influence des paroles de Jenny, ne pense qu'à se sauver lui-même.
Mais lorsqu'Ephraim revient vers Jenny, elle l'insulte, le traite de lâche et de parricide et le chasse de la maison de son père. Il sombre alors dans un alcoolisme désespéré, détestant Jenny qui l'a manipulé. Le surintendant forestier d'Isaiah, John Evered, l'affronte alors, ne sachant pas s'il doit croire ses accusations contre Jenny. Il veut les confronter, mais ils trouvent Ephraim pendu.
Jenny fait alors tout pour séduire Evered, fiancé avec son amie Meg Saladine, la fille du juge. Elle le fait tomber par ruse dans ses filets et l'épouse. Evered a hâte d'avoir des enfants avec elle. Après avoir semblé partager ce projet, elle finit par lui avouer qu'elle ne peut pas avoir d'enfants. Au soulagement de Jenny, Evered lui renouvelle son amour et parle d'adoption.
Plus tard, un évangéliste itinérant, Lincoln Pettridge, fulmine un prêche qui semble fait sur mesure contre Jenny. Celle-ci, effrayée, se livre à une confession brûlante devant son mari, confirmant tout ce qu'Ephraim avait dit à son sujet. Sous le choc, Evered part seul dans un camp de bûcherons, Jenny apprend que Meg est allée le voir. Meg discute avec son ancien fiancé et finit par lui dire de retourner auprès de sa femme, étant donné qu'il l'aime, ce qu'il s'apprête à faire. Mais Jenny arrive en calèche et, les voyant ensemble, est prise d'une crise de jalousie. Elle fouette frénétiquement son cheval, se ruant sur eux, mais une des roues heurte un rocher qui la fait dévaler la pente en contrebas. Jenny est mortellement blessée, et ses derniers mots pour Evered sont l'expression de ses sentiments passionnés qui, dit-elle, lui a seul fait connaître l'amour.

## Fiche technique
- Titre : Le Démon de la chair
- Titre original : The Strange Woman
- Réalisation : Edgar G. Ulmer et Douglas Sirk (non crédité)
- Scénario : Herb Meadow, Hunt Stromberg et Edgar G. Ulmer d'après le roman de Ben Ames Williams
- Photographie : Lucien Andriot
- Montage : John M. Foley, Richard G. Wray et James E. Newcom
- Musique : Carmen Dragon
- Direction artistique : Nicolai Remisoff
- Costumes : Natalie Visart
- Producteurs : Jack Chertok, Hedy Lamarr (producteur exécutif), Eugen Schüfftan, Hunt Stromberg (producteur exécutif)
- Sociétés de production : Hunt Stromberg Productions et Mars Film Corporation
- Société de distribution : United Artists
- Pays d'origine :  États-Unis
- Langue : anglais
- Format : noir et blanc — 35 mm — 1,37:1
- Son : mono (Western Electric Recording)
- Genre : Psychodrame, film noir
- Durée : 100 minutes
- Dates de sorties :
  - États-Unis : 25 octobre 1946
  - France : 22 août 1947

## Distribution
- Hedy Lamarr : Jenny Hager
- George Sanders : John Evered
- Louis Hayward : Ephraim Poster
- Gene Lockhart : Isaiah Poster
- Hillary Brooke : Meg Saladine
- Rhys Williams : Deacon Adams
- June Storey : Lena Tempest
- Moroni Olsen : le révérend Thatcher
- Olive Blakeney : Mme Hollis
- Kathleen Lockhart : Mme Partridge
- Alan Napier : le juge Henry Saladine
- Dennis Hoey : Tim Hager
- Edith Evanson : Mme Coggins

Acteurs non crédités :
- Clancy Cooper : un bûcheron
- Ian MacDonald : le capitaine du navire
- Francis Pierlot : Dr Bailey
- Chief Yowlachie : le guide indien

## DVD
- France :

- DVD-5 Keep Case sorti chez Bach Films le 29 août 2007. Le ratio écran est en 1.33:1 plein écran 4:3 en noir et blanc. L'audio est en anglais 2.0 mono. Sous-titres français. Pas de suppléments. Il s'agit d'une édition Zone 2 Pal.
- États-Unis :

- DVD-9 Keep Case sorti chez Mill Creek Entertainment le 17 avril 2012 dans le coffret 50 Movies Classic Features Dark Crimes. Le ratio écran est en 1.33:1 plein écran 4:3 en noir et blanc. l'audio est en anglais 2.0 mono. Aucun sous-titre et aucun supplément. Il s'agit d'une édition toutes zones.